# Heterokamaka isahayae
Heterokamaka isahayae is een vlokreeftensoort uit de familie van de Kamakidae. De wetenschappelijke naam van de soort is voor het eerst geldig gepubliceerd in 2008 door Ariyama.